# تام برودبنت (بازیکن فوتبال انگلیسی)
تام برودبنت (انگلیسی: Tom Broadbent؛ زادهٔ ۱۵ فوریهٔ ۱۹۹۲) بازیکن فوتبال اهل بریتانیا است.
از باشگاه‌هایی که در آن بازی کرده‌است می‌توان به باشگاه فوتبال ای‌اف‌سی بورنموث اشاره کرد.